# Johann Baptist Zimmermann
Pour les articles homonymes, voir Johann Zimmermann et Zimmermann.

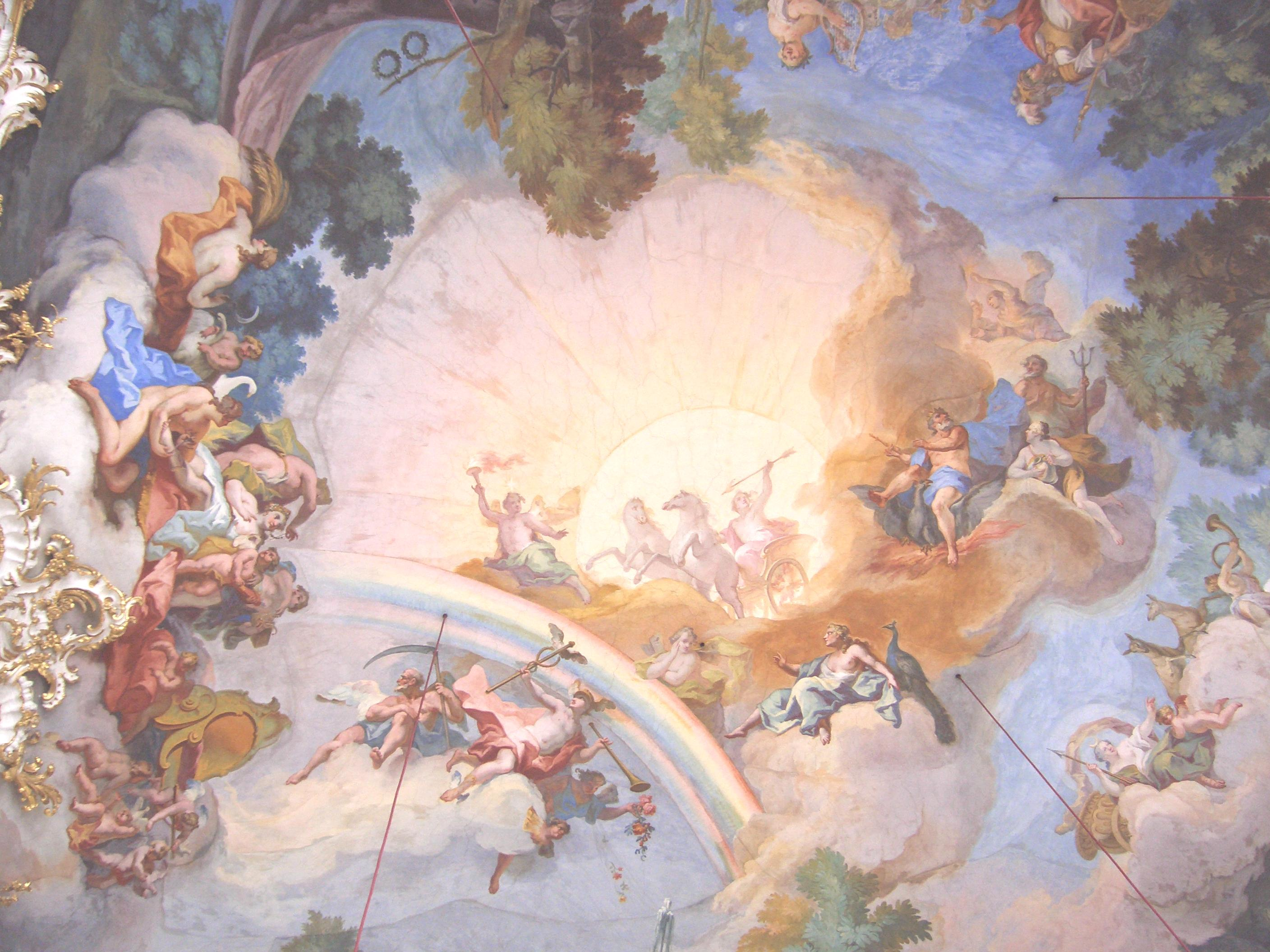
Fresque du plafond du palais de Nymphenburg

Johann Baptist Zimmermann, né le 3 janvier 1680 à Gaispoint, près de Wessobrun, en électorat de Bavière et mort le 2 mars 1758 à Munich, est un peintre et stucateur bavarois de style baroque et rococo.

## Biographie
Il grandit d'abord dans le milieu artistique de école de Wessobrunn réputé pour sa formations de stucateurs. Bien qu'il ait suivi une formation de peintre, il semble n'avoir travaillé qu'en tant que stucateur jusqu'en 1720.
Comme peintre de fresque, il a surtout créé des œuvres d'art totales en collaboration avec son frère l'architecte Dominikus Zimmermann (par exemple l'église de Steinhausen en 1730-1731).
Sa peinture de plafonds se distingue des autres réalisations de l'époque essentiellement par le fait qu'il se détourne de la peinture illusionniste des fausses architectures.
Son chef-d'œuvre est la décoration de l'église de pèlerinage de Wies, l'œuvre de maturité de son frère, où il obtient la pénétration parfaite de l'espace par la lumière et la couleur.

## Œuvres (sélection)

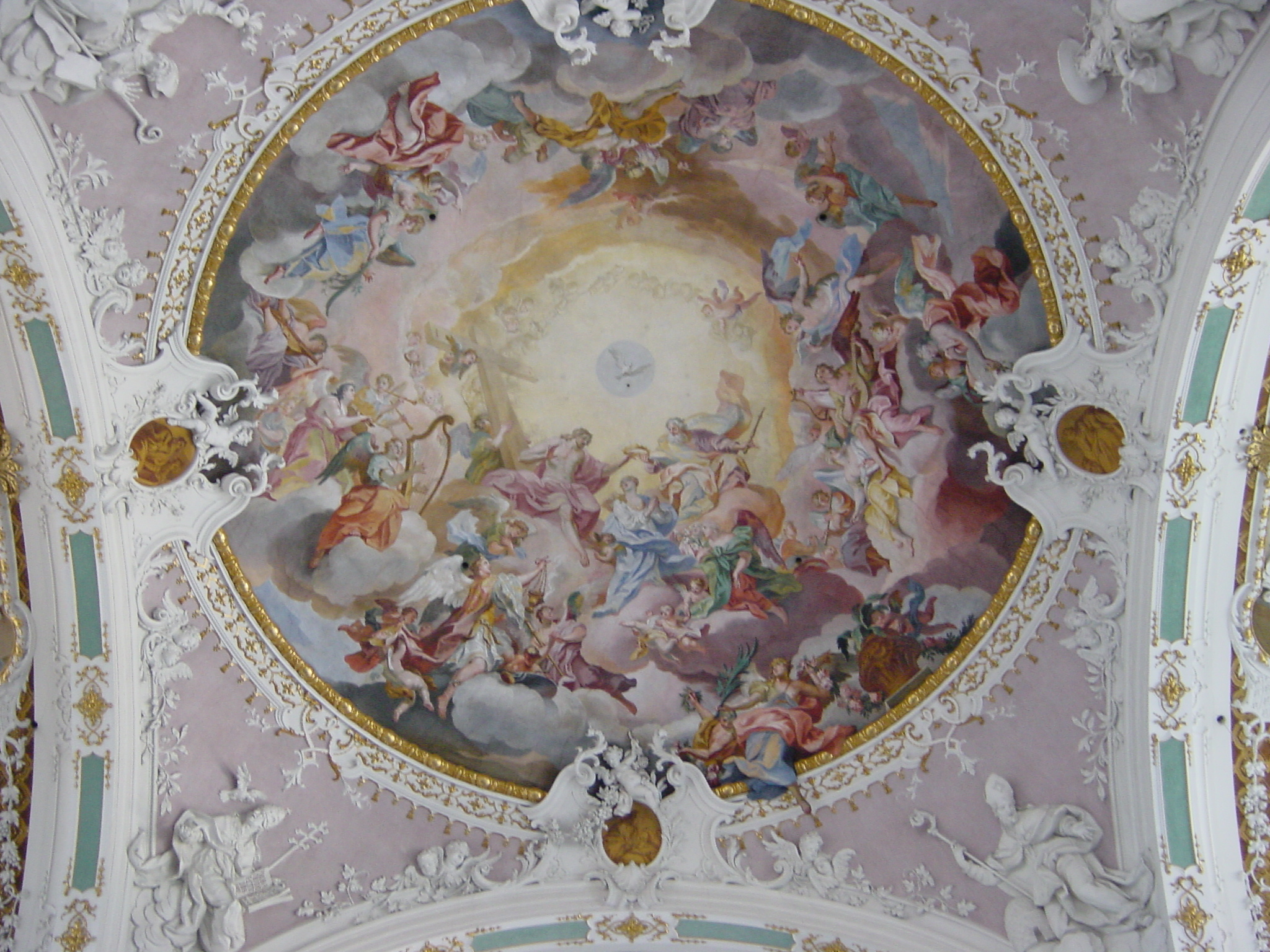
Fresque de l'Assomption à l'église abbatiale de Seligenthal.

- Abbaye d'Ottobeuren
- Abbaye de Schäftlarn
- Abbaye de Seligenthal
- Église Saint-Georges d'Amberg
- Église Saint-Pierre de Munich